# Mordellistena pulchra
Mordellistena pulchra är en skalbaggsart som beskrevs av Liljeblad 1917. Mordellistena pulchra ingår i släktet Mordellistena och familjen tornbaggar. Inga underarter finns listade i Catalogue of Life.